# Église Sainte-Eugénie de Candresse
Pour les articles homonymes, voir Sainte Eugénie et Église Sainte-Eugénie.
L'église Sainte-Eugénie de Candresse est un lieu de culte catholique situé sur la commune de Candresse, dans le département français des Landes.

## Présentation

### Édifice
La première église aurait été érigée, selon les sources, entre le XIe et le XIIe ou entre le XVIe et le XVIIe siècle. Elle aurait brûlé en 1860 avant d'être reconstruite à la même époque pour laisser place à une nouvelle église de style néoroman. Le périmètre de l'édifice accueille le cimetière communal ainsi que le monument aux morts.

### Patrimoine
L'église abrite deux objets classés au titre d'objet des Monuments historiques: une chaire à prêcher en bois sculpté du XVIIe siècle et un Christ en croix en ivoire sculpté du XVIe siècle.